# 植田末蔵
植田 末蔵（うえだ すえぞう、1881年〈明治14年〉 - 1943年〈昭和18年〉）は、日本の政治家、実業家。山口県豊浦郡彦島町長。山口県会議員。植田商事常務取締役。植田合名会社員。植田商店代表。山口県参事会員。

## 経歴
山口県豊浦郡彦島町（現・下関市）出身。長い間町村会議員、郵便局長、郡会議員をつとめた。1923年、満場の推選で町長となった。また会社の重役であった。

## 人物
彦島で海運業、運送業、貸地貸家業、労力請負業などを営んでいた植田惣五郎の二男。性格は純で、正直な事で有名であった。趣味は釣り。宗教は真宗。住所は山口県下関市江ノ浦町。

## 家族・親族
植田家
- 妻
  - ムメ（1882年 - ?、福岡、永野由次郎の妹）[7][8]
  - 静子[4]（1896年 - ?、河野秀吉の二女）[6]
- 養子・久雄（1903年 - ?）[6]
- 二女・里子（1905年 - ?、久雄の妻）[4]

親戚
- 兄・植田松蔵（彦島運輸社長、植田合名会社代表）